# Parque de la 93
El parque de la 93 es un parque turístico ubicado en el norte de Bogotá. Se encuentra ubicado en la localidad de Chapinero, entre las calles 93A y 93B y entre las carreras 11A y 13, en el sector de El Chicó. Fue inaugurado el 14 de junio de 1995.

## Historia

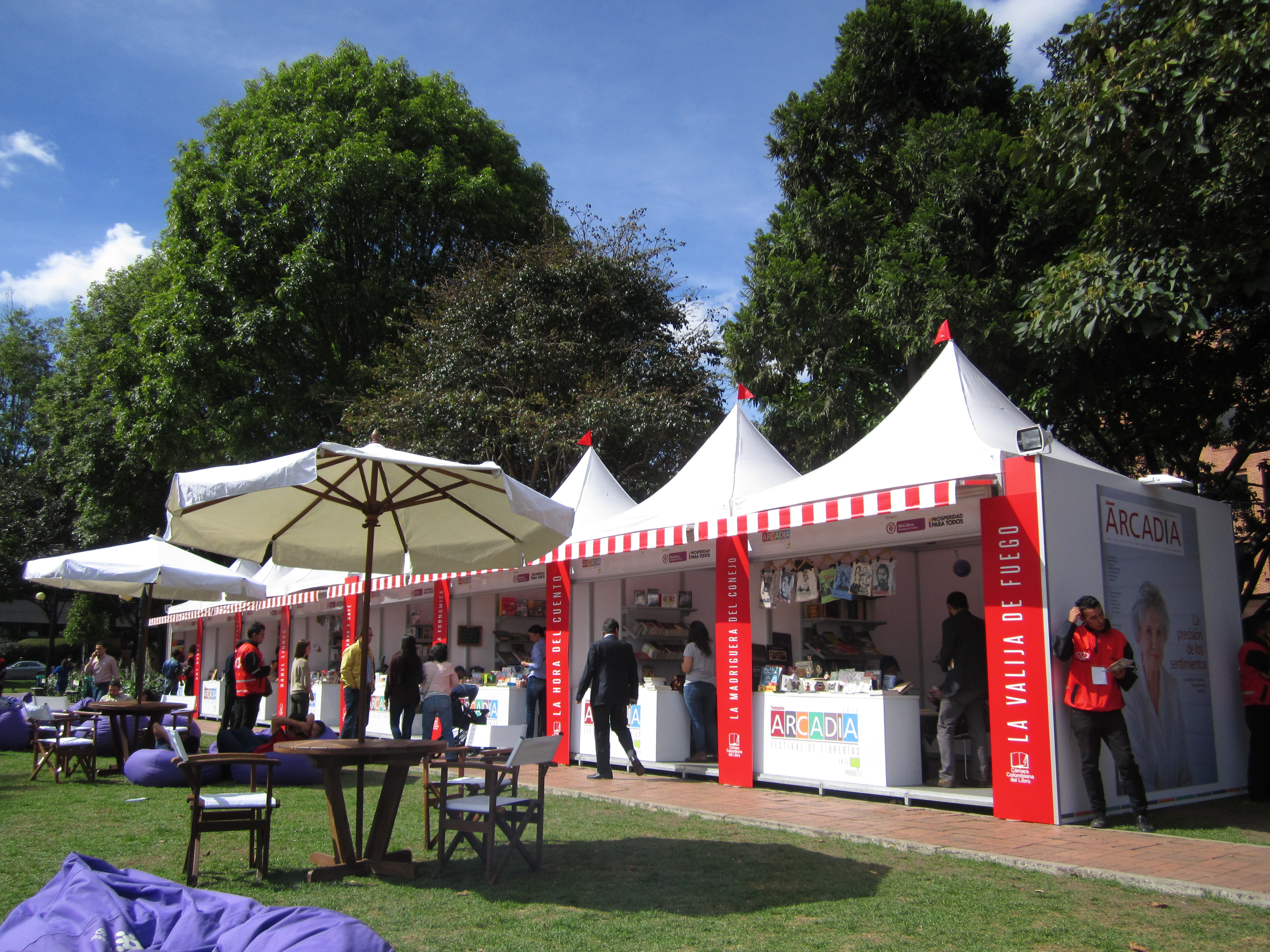
Festival de Librerías de la revista Arcadia.

El antiguo parque de la 93 era un parque de barrio que a mediados de los años 1990 se había convertido en un botadero de escombros y en un parqueadero de vehículos de tracción animal. El actual se desarrolló entre marzo y junio de 1995. Las obras de adecuación las realizó la Fundación Compartir, presidida por Pedro Gómez.
Tuvo un costo inicial de 380 millones de pesos, invertidos por el Distrito, los vecinos y la empresa privada. Otras entidades que participaron en el desarrollo del parque fueron la Empresa de Energía de Bogotá, la Corporación Autónoma Regional de Cundinamarca, el Jardín Botánico de Bogotá, el Instituto de Desarrollo Urbano y la Corporación de Amigos del Parque de la 93.
A principios de 2014 se invirtieron 2.000 millones de pesos para su remodelación, y fue reinaugurado el 24 de mayo de ese año.
El 17 de julio de 2014 se inauguró el primer Starbucks del país en su costado suroccidental.
En el parque de la 93 tiene una asociación llamada Amigos del Parque de la 93, que es una organización sin ánimo de lucro y que fue creada en el año 1994 con el fin de cuidar, embellecer y conservar el terreno baldío en el que fue transformado y que hoy en día es el parque de la 93.

## Características

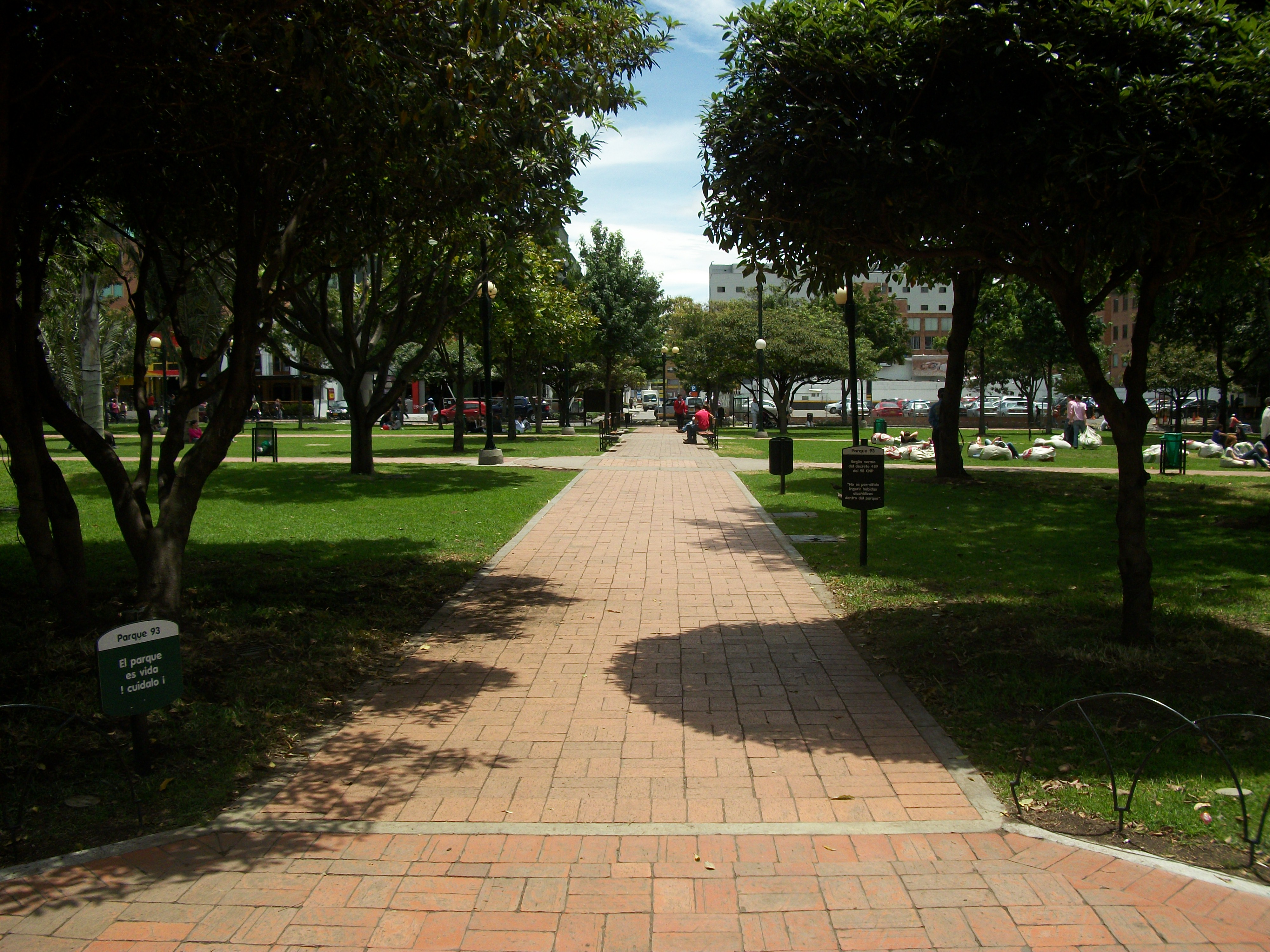
Zona central del parque.

Alrededor del parque se agrupa una gran variedad de bares, restaurantes, cafés y heladerías. Gato Negro, el Sitio, Café Renault y la tienda Juan Valdez, que es el mayor tintero del mundo, estos son los lugares más visitados por los turistas y los locales. Igualmente es escenario de eventos culturales y recreativos a lo largo de los años.
La vida nocturna del sector es muy activa porque agrupa a diversos lugares de música y recreación. Se caracteriza por sus áreas abiertas verdes y arborizadas. Tradicionalmente, el parque es decorado con arreglos navideños impresionantes.